# هیلتاپ هلدینگ
هیلتاپ هلدینگ (انگلیسی: Hilltop Holdings Inc.) شرکت خدمات مالی آمریکایی است، که در سال ۱۹۹۸ تأسیس شد.